# زاکسن-آنهالت
زاکسن-آنهالت (به آلمانی: Sachsen-Anhalt) یکی از شانزده ایالت آلمان است. پایتخت این ایالت شهر ماگدبورگ است.
مساحت این ایالت ۲۰٬۴۴۷ کیلومتر مربع و جمعیت آن ۶/۲ میلیون نفر است. این ایالت از دیدگاه مساحت هشتمین ایالت آلمان و از نظر جمعیت دهمین ایالت پرجمعیت آن کشور است. زاکسن-آنهالت یکی از ایالت‌های تازه آلمان است که تا سال ۱۹۹۰ بخشی از کشور آلمان شرقی بود. این ایالت مدت کمی پیش از اتحاد دوباره آلمان تشکیل شده بود.

## شهرهای مهم
- هاله
- ویتنبرگ